# Ratpenat constructor de Davis
El ratpenat constructor de Davis (Uroderma magnirostrum) és una espècie de ratpenat de la família dels fil·lostòmids. Viu a Bolívia, el Brasil, Colòmbia, l'Equador, El Salvador, Guatemala, Guaiana, Hondures, Mèxic, Nicaragua, Panamà, el Perú i Veneçuela. El seu hàbitat natural són zones humides, com els boscos de fulla caduca i perenne i prop de l'aigua de les regions àrides. No hi ha cap amenaça significativa per a la supervivència d'aquesta espècie.